# Aizanoi
Aizanoi (Grieks: Αἰζανοί) was een oude stad in Frygië, nabij het huidige Çavdarhisar in de provincie Kütahya in het westen van Anatolië, Turkije. In 133 voor Christus droeg Bithynië de stad over aan het Romeinse Rijk. In die tijd werd het een stad van economisch belang. In de 3e eeuw werd de stad christelijk, en onder Byzantijns bestuur kreeg het een bisschop. In de 7e eeuw raakte de stad in verval. Enkele eeuwen later werd de stad door de Seldsjoeken als fort gebruikt. De meeste restanten dateren van de eerste drie eeuwen na christus. In de stad zijn de resten van een tempel voor Zeus te bezichtigen, naast een theater, een stadion, een badhuis, een stoa en een van de eerste beurzen (macellum) van de wereld. In 2012 zette Turkije de antieke stad op de Voorlopige Lijst voor het Unesco-werelderfgoed.

## Galerij

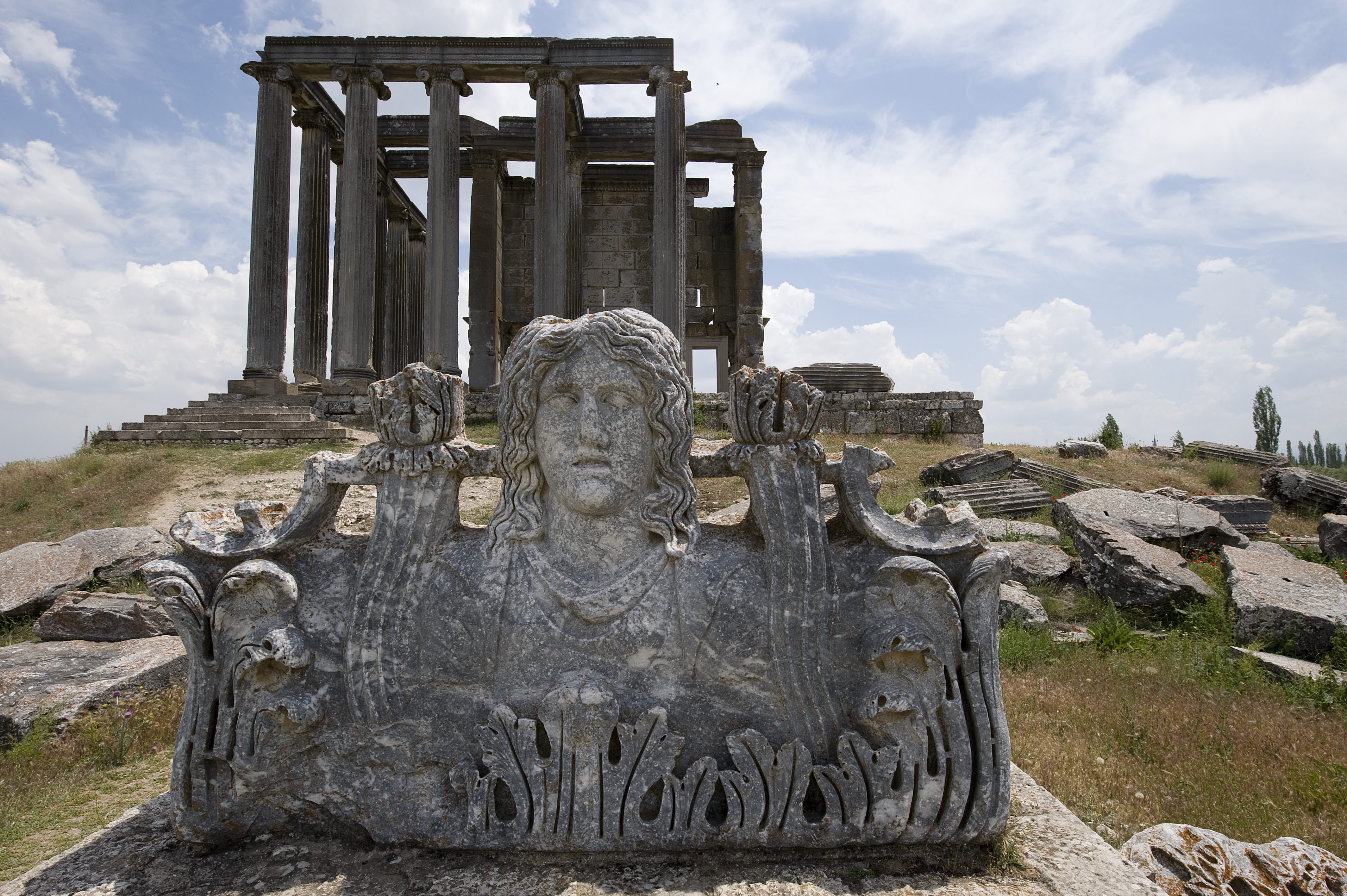
Tempel van Zeus
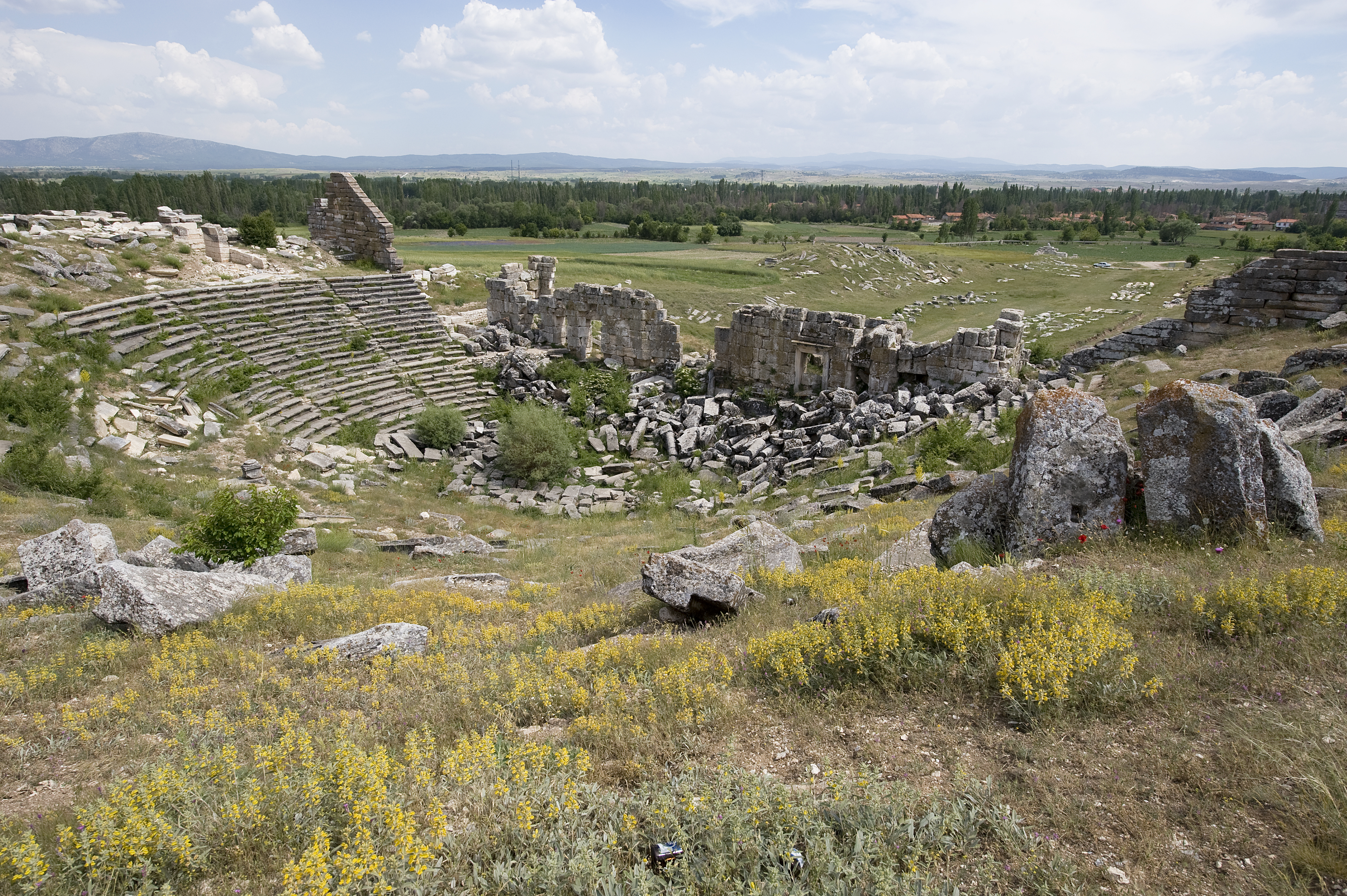
Theater
De beurs van Aizanoi
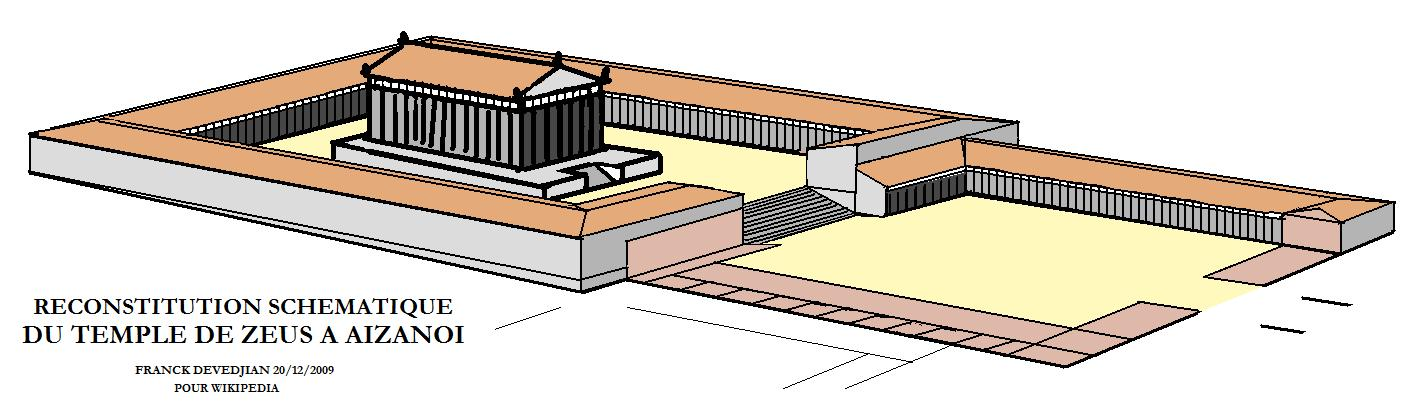
Reconstructie van de tempel van Zeus